# Марабян, Артур Эдикович
Не путать с Марабяном, Артуром Владимировичем (р.1969), мастером спорта по кикбоксингу, Украина.
Арту́р Э́дикович Марабя́н (род. 22 марта 1979, Богдановка, ГССР) — российский боксёр-профессионал, выступающий в супертяжёлой (Heavyweight) весовой категории. Мастер спорта. Бронзовый призёр чемпионата России 2004 года в категории свыше 91 кг. Чемпион России 2002 года в командном зачёте, в составе команды Приволжского ФО.
Наилучшая позиция в мировом рейтинге: 384-й.